# 斉木武志
斉木 武志（さいき たけし、本名：齋木 武志（読み同じ）、1974年5月13日 - ）は、日本の政治家、日本維新の会所属の衆議院議員（3期）。
元福井県議会議員（1期）、元NHKアナウンサー。

## 経歴
山梨県甲府市生まれ。サラリーマンだった父親の転勤に伴い群馬、埼玉、神奈川など転校が頻繁な幼少期を過ごした後、小学校3年生から神奈川県横浜市に定住。市立日野南小学校、私立栄光学園中学・高等学校を卒業し、東京大学法学部に進学。1997年同学部を卒業後、日本放送協会（NHK）にアナウンサーとして入局（同期に膳場貴子）。初任地は沖縄放送局。記者希望だったため、ニュースキャスターの他、『クローズアップ現代』など報道番組の制作や、NHKスペシャル「データマップ63億人の地図」（2004年度、リポーター）を担当した。その後、静岡放送局、名古屋放送局で勤務。
2008年2月、民主党の候補者公募に応じ、NHKを退職、当時空白区だった静岡7区の総支部長に就任した。2009年8月の第45回衆議院議員総選挙では無所属の城内実に惜敗率48.78%で敗れたが、比例東海ブロックで復活当選。政策調査会長補佐として、主に経済・エネルギー・国会改革分野で活動した。
2012年12月の第46回衆議院議員総選挙で落選。民主党の政権喪失後、党籍を更新せず無所属に。その後、地縁のある横浜へ移り2015年4月の横浜市会議員選挙に港南区選挙区から無所属で立候補するも、立候補者8人中7位の順位で落選。
2016年5月、民進党福井2区総支部長に就任。2017年4月、民進党福井県連副代表に就任。同年10月3日、第48回衆議院議員総選挙の福井2区候補者として希望の党が公認を決定。10月22日の投開票の結果、小選挙区では自民党の高木毅に敗れたが、比例復活で2期目の当選。
2018年5月7日、民進党と希望の党の合流により結党された国民民主党に参加。同年10月、国民民主党副幹事長に就任。
2020年9月、国民民主党・立憲民主党・無所属議員の合流により結党した（新）立憲民主党に参加、国会対策副委員長に就任した。同年12月、国民・立民・社民の福井県内組織が合流し、立憲民主党福井県連を立ち上げ。代表に就任した。
2021年10月、第49回衆議院議員総選挙に福井2区から立候補したが、自民党の高木毅に敗れる。惜敗率85%で、比例復活もならず落選。
2022年3月、同年夏の第26回参議院議員通常選挙に福井県選挙区から無所属で立候補する意向を示したが、支援組織の連合福井との信頼関係を失い、斉木への推薦は見送られた 。同年7月10日の投開票の結果、山崎正昭に及ばず落選した。
2023年4月9日投開票の福井県議会議員選挙に越前市・今立郡・南条郡選挙区から無所属で立候補し候補者6人中4位6319票を獲得して初当選した。
2024年10月8日、日本維新の会から1次公認で第50回衆議院議員総選挙での福井2区の公認を受けた。福井2区には、政治資金問題で自民党の公認を得られなかった高木、立憲民主党の辻英之、自民党籍があり無所属の山本拓らが立候補した。10月27日、投開票が行われ、辻が当選し、斉木は次点で敗れたが、比例復活で3期目の当選を果たした。
2025年8月7日、維新共同代表の前原誠司が第27回参議院議員通常選挙での伸び悩みを受け辞任したことに伴う党共同代表選挙に立候補したが、翌8日の投開票の結果、前幹事長の藤田文武に敗れた（藤田49票、斉木7票、松沢成文1票）。

## 政策・主張

### 憲法
- 憲法改正について、2022年のNHKのアンケートで「反対」と回答[21]。
- 9条改憲について、2022年の毎日新聞社のアンケートで「反対」と回答[22]。9条への自衛隊の明記について、2022年のNHKのアンケートで回答しなかった[21]。
- 憲法を改正し緊急事態条項を設けることについて、2022年のNHKのアンケートで「反対」と回答[21]。

### 外交・安全保障
- 敵基地攻撃能力を持つことについて、2022年のNHKのアンケートで「どちらかといえば賛成」と回答[21]。
- 普天間基地の辺野古移設について、2022年の毎日新聞社のアンケートで「どちらかといえば賛成」と回答[22]。
- ロシアは2022年2月24日、ウクライナへの全面的な軍事侵攻を開始した[23]。日本政府が行ったロシアに対する制裁措置についてどう考えるかとの問いに対し、2022年のNHKのアンケートで「さらに強めるべきだ」と回答[21]。同年の毎日新聞社のアンケートで「今の制裁で妥当だ」と回答[22]。
- 2022年6月7日、政府は経済財政運営の指針「骨太方針」を閣議決定した。NATO加盟国が国防費の目標としている「GDP比2％以上」が例示され、防衛力を5年以内に抜本的に強化する方針が明記された[24]。「防衛費を今後どうしていくべきだと考えるか」との問いに対し、2022年のNHKのアンケートで「ある程度増やすべき」と回答[21]。

### ジェンダー
- 選択的夫婦別姓制度の導入について、2022年のNHKのアンケートで「どちらかといえば賛成」と回答[21]。同年の毎日新聞社のアンケートで回答しなかった[22]。
- 同性婚を可能とする法改正について、2022年のNHKのアンケートで「どちらかといえば反対」と回答[21]。同年の毎日新聞社のアンケートで回答しなかった[22]。
- クオータ制の導入について、2022年のNHKのアンケートで回答しなかった[21]。

### その他
- アベノミクスについて、2022年の毎日新聞社のアンケートで「評価するが、修正すべきだ」と回答[22]。
- 「原子力発電への依存度を今後どうするべきか」との問題提起に対し、2022年のNHKのアンケートで回答しなかった[21]。
- 国会議員の被選挙権年齢の引き下げについて、2022年の毎日新聞社のアンケートで「賛成」と回答[22]。

## 国会質疑

### 2018年11月14日 衆議院内閣委員会
櫻田義孝東京五輪・パラ五輪担当大臣およびサイバーセキュリティ担当大臣に対し、2010年にイランで起きたUSBメモリーを使ったイラン核施設サイバー攻撃事件を例に挙げて「日本の原子力発電所にUSBジャックはあるか」と質問した。
櫻田が「基本的には使われない」「使わせない」とよくわからない返答を繰り返したため、斉木が「『使わせない』ではセキュリティーとは言えない」とただしたところ、「（USBを）使う場合は穴を入れるらしいですけど、細かいことは私はよく分かりません」とUSBについての知識がなかったことを明かしている。サイバーセキュリティ担当大臣として不適格との声が上がった。2019年4月に櫻田は震災復興めぐり失言を受け、辞任している。

### 2021年5月26日 衆議院文部科学委員会
丸川珠代東京五輪・パラ五輪担当大臣および布村幸彦東京オリンピック・パラリンピック競技大会組織委員会副事務総長との質疑において、43会場の業務運営委託に関わる人件費が1人あたり１日35万円以上である点の妥当性、また、43会場の人材派遣業務が、竹中平蔵が取締役会長を務めるパソナグループ1社に集中する契約が結ばれていた点を取り上げた。
斉木は、大会運営を担うディレクターには1日あたり25万円から35万円と高額の日当が用意される一方で、パソナの求人では時給1650円、日当は1万2700円であり、実に90%以上の「中抜き」がなされているのではないかと指摘した。
さらに、情報提供によって入手した内部資料（TOKYO2020 パートナーカテゴリー）に基づいてスポンサー保護の項目が定められているとして、「例えばソフトドリンクはオフィシャルスポンサーのコカ・コーラ。アルコールはアサヒビールと縛りがあります。人材サービス分野はパソナグループとリクルートホールディングス。組織委員会の派遣社員はパソナからしか受けられない、というパートナー契約ではないか」と指摘したところ、布村は「一般論としてはその通りです」と述べ、専門職以外の派遣職員はすべてパソナに供給してもらっている実態を認めた。

### 2021年6月9日 衆議院文部科学委員会
丸川珠代東京五輪・パラ五輪担当大臣に対し、五輪・パラリンピックに参加するために来日する選手や関係者に対し入国後14日間の隔離を免除する代わりに国内の行き先や外出理由などの記入・提出を義務付けた活動計画書について、東京オリンピック・パラリンピック競技大会組織委員会が「記入例」を配り、選手や関係者はこれを書き写すだけで済む運用になっている、「コピー・アンド・ペーストして（計画書の欄を）埋めてしまうということも考えられる」とただした。
これに対し、丸川は「さすがにこれをそのままコピペするような、この例示のような具体性のないものはまったく認めておりません。もしこのままきたら、当然はじきます」「実際にはこういうものが、コピペされたものが出回っているという実態はありません」と答弁していた。
しかし、関係者からの情報提供によって入手したイギリスのロイター通信と中国の新華社が組織委に提出した「本邦活動計画書」には、「到着当日から活動する」ことを選択し、その理由を記入する欄には、前述した誤記と思しき部分も含め例文と一字一句変わらない、「コピペ回答」が記入されていた。

## 出演
静岡放送局時代
- おはよう静岡[29]
- たっぷり静岡「気になる起業」（制作･リポーター）[4]
- ニュースしずおか845[5]

## 選挙歴
| 当落 | 選挙                     | 執行日         | 年齢 | 選挙区                       | 政党         | 得票数     | 得票率 | 定数 | 得票順位 /候補者数 | 政党内比例順位 /政党当選者数 |
| ---- | ------------------------ | -------------- | ---- | ---------------------------- | ------------ | ---------- | ------ | ---- | ------------------ | ---------------------------- |
| 比当 | 第45回衆議院議員総選挙   | 2009年08月30日 | 35   | 静岡県第7区                  | 民主党       | 6万3116票  | 25.41% | 1    | 2/4                | 4/12                         |
| 落   | 第46回衆議院議員総選挙   | 2012年12月16日 | 38   | 静岡県第7区                  | 民主党       | 4万452票   | 19.24% | 1    | 2/5                | 24/4                         |
| 落   | 2015年横浜市会議員選挙   | 2015年4月12日  | 40   | 港南区選挙区                 | 無所属       | 6963票     | ーー   | 5    | 7/8                | /                            |
| 比当 | 第48回衆議院議員総選挙   | 2017年10月22日 | 43   | 福井県第2区                  | 希望の党     | 5万5537票  | 37.20% | 1    | 2/3                | 2/2                          |
| 落   | 第49回衆議院議員総選挙   | 2021年10月31日 | 47   | 福井県第2区                  | 立憲民主党   | 6万9984票  | 53.86% | 1    | 2/2                | 5/3                          |
| 落   | 第26回参議院議員通常選挙 | 2022年07月10日 | 48   | 福井県選挙区                 | 無所属       | 12万2389票 | 35.82% | 1    | 2/6                | /                            |
| 当   | 2023年福井県議会議員選挙 | 2023年4月9日   | 48   | 越前市・今立郡・南条郡選挙区 | 無所属       | 6319票     | ーー   | 5    | 4/6                | /                            |
| 比当 | 第50回衆議院議員総選挙   | 2024年10月27日 | 50   | 福井県第2区                  | 日本維新の会 | 3万8749票  | 26.01% | 1    | 2/5                | 1/1                          |